# Bank of Liuzhou
La Bank of Liuzhou (chinois : 柳州银行 / pinyin : Liǔzhōu yínháng), en forme longue Bank of Liuzhou Company Limited, littéralement Banque de Liuzhou, est une institution bancaire chinoise fondée en 1998 et basée à Liuzhou, dans la région autonome du Guangxi. Son bureau administratif est situé sur la rue Zhongshan, dans le Chengzhong, dans le centre-ville de Liuzhou.

## Histoire
En 2014, la banque est victime d'une fraude de 4.9 milliards $ (USD), soit 32.8 milliards 元, après s'être fait voler le montant auprès d'un client ayant emprunté de larges sommes d'argent en falsifiant avec sa famille des preuves de garantie et d'activités financières. La fraude est la plus grande de son type jamais réalisée dans le pays. La fraude a été découverte après l'élection d'un nouveau directeur général, qui a découvert une grosse dette accumulée par un client pendant la direction du président précédent. Après la révélation publique de l'affaire, le fraudeur, un homme d'affaires, a ordonné l'assassinat du directeur, mais n'a pas réussi. Les médias locaux ont rapporté qu'1.22 milliard $ (USD), soit 7.9 milliards 元, ne pouvaient pas être récupérés, ce qui équivalaient à huit fois les profits de l'entreprise en 2014. La fraude représentait à elle seule plus de 40% des actifs de la banque, qui a finalement dû demander une aide financière. Cette affaire de fraude n'est pas sans suite, alors que plusieurs autres affaires de fraudes similaires, en fabricant des fausses preuves de garantie, avaient plongé des banques et des investisseurs dans la faillite.
En décembre 2016, la banque de Liuzhou est ajoutée sur la liste de surveillance du crédit de la Golden Credit Rating International Co. pour surveiller ses actifs et son endettement. La banque a vu une chute de sa couverture de fonds d'emprunt après l'adoption de lois contre les faux prêts en Chine en 2017. La banque est aussi un sponsor du Liuzhou Open (en), un tournoi de tennis international, depuis 2016.
De 2015 à 2017, l'entreprise voit une chute du rendement des actifs, passant de 0.82 % en 2015 à 0.07 % en 2017, avant de subir une remontée pour atteindre 0.23 % en 2019. Le 20 décembre 2017, l'ancien président de la banque, Liu Zhong (刘忠), est condamné à seize ans de prison pour avoir accepté des pots-de-vin, en plus d'issir des prêts illégaux totalisant 6.9 milliards 元, soit 1.06 milliard $ (USD). Le 18 octobre 2018, l'entreprise se fait imposer une amende de 300 000 元 pour avoir enfreint un nombre de règlements. En 2019, la banque de Liuzhou faisait partie des 1000 plus grandes banques du monde.